# منطقه ۹ پاریس
منطقه ۹ پاریس (به فرانسوی:  9e arrondissement de Paris) یکی از ۲۰ منطقه‌های پاریس پایتخت فرانسه است. در زبان فرانسه محاوره‌ای به این منطقه نهم گفته می‌شود.
این منطقه با نام اپرا نیز نامیده در ساحل سمت راست رودخانه سن واقع شده‌است. منطقه ۹ دارای مکان‌های دیدنی و فرهنگی، تاریخی و معماری زیادی از جمله کاخ گارنیه، اپرا پاریس، بلوار اوسمان و فروشگاه‌های بزرگ مانند گالری لافایت و فروشگاه پرنتان است. تئاترهای زیادی از جمله فولی برژر، تئاتر موگادور و تئاتر پاریس نیز در این منطقه واقع شده‌اند. این منطقه به موازات مناطق منطقه ۲ پاریس و منطقه ۸ پاریس، میزبان یکی از مراکز تجاری پاریس است که در حوالی اپرا گارنیه واقع شده‌است.

## مساحت

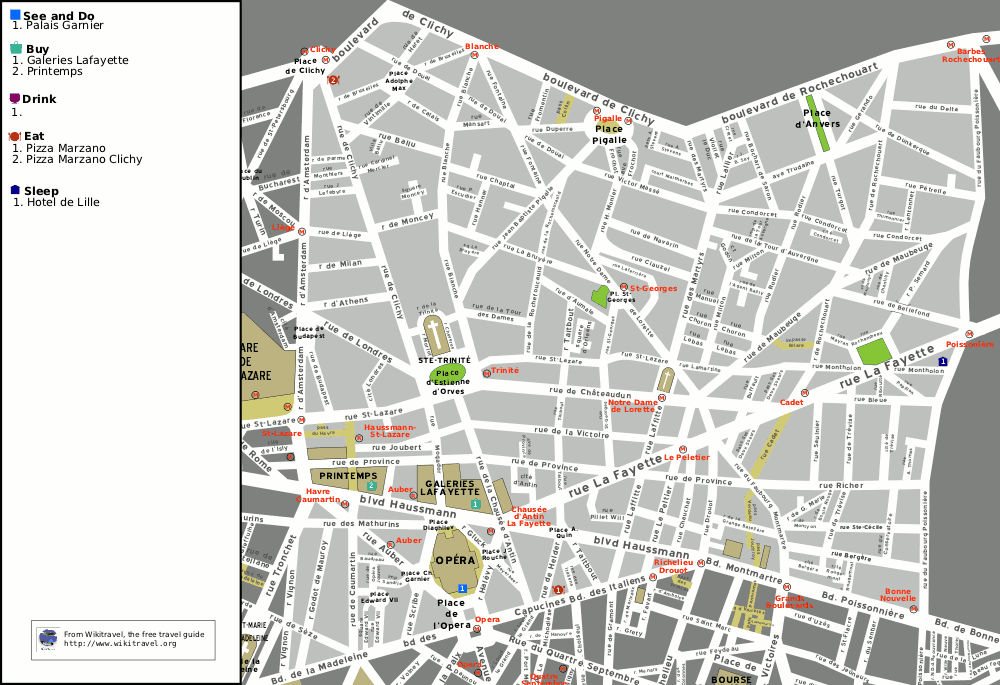
نقشه منطقه ۹ پاریس

مساحت این منطقه ۲٫۱۷۹ کیلومتر مربع (۰٫۸۴۱ مایل مربع یا ۵۳۸ هکتار) است.

### خیابان‌ها و میادین اصلی
- خیابان مرتی (بخشی از آن)
- بلوار اوسمان (بخشی از آن)
- خیابان شوسه-دانتن
- گذرگاه هاور
- میدان مونتولون

### مکان‌های دیدنی
- کاخ گارنیه
- شهرداری منطقه ۹ پاریس
- گالری لافایت

- کتابخانه و موزه اپرای ملی پاریس
- پاریس المپیا
- فولی برژر

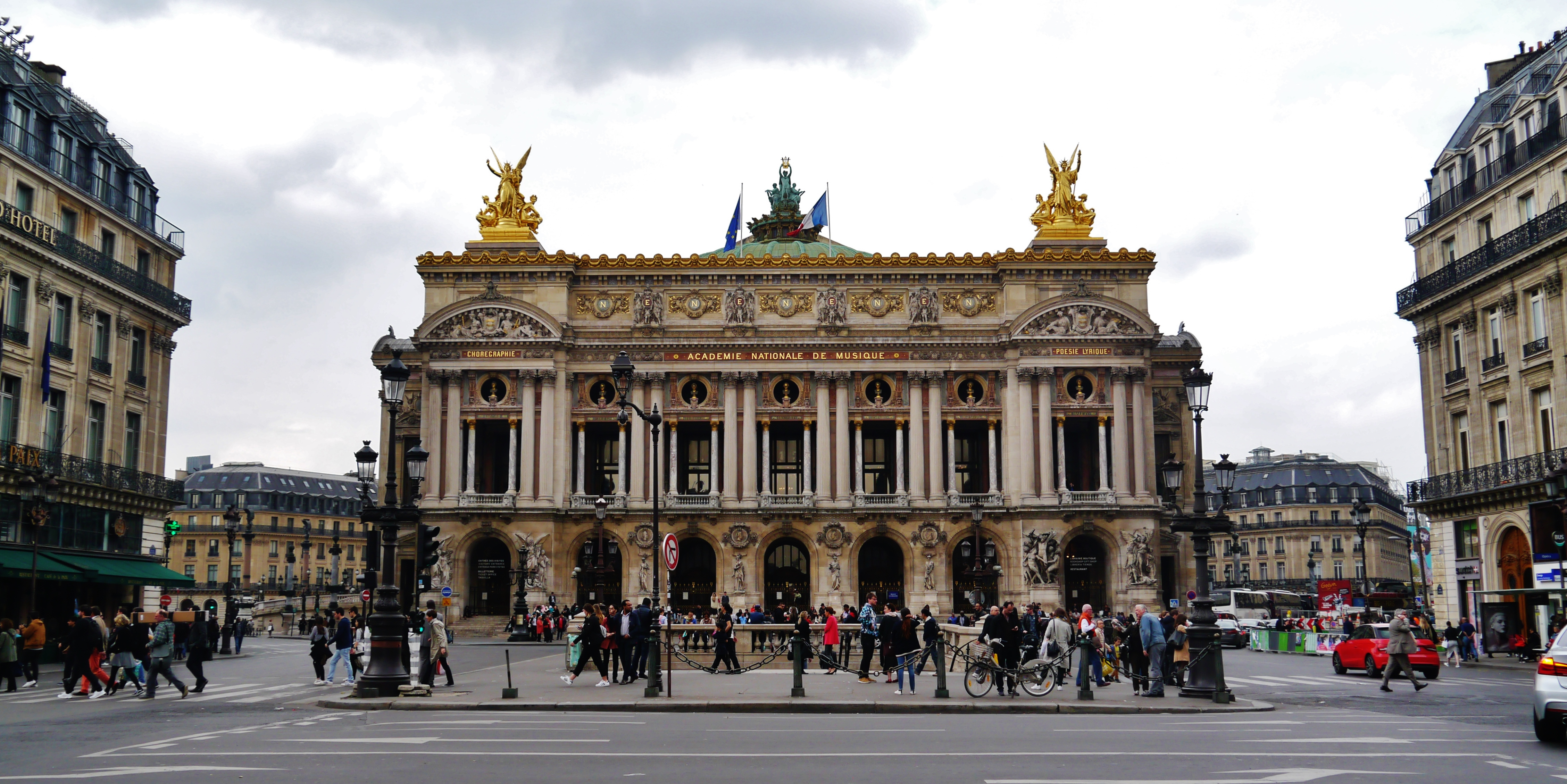
کاخ گارنیه
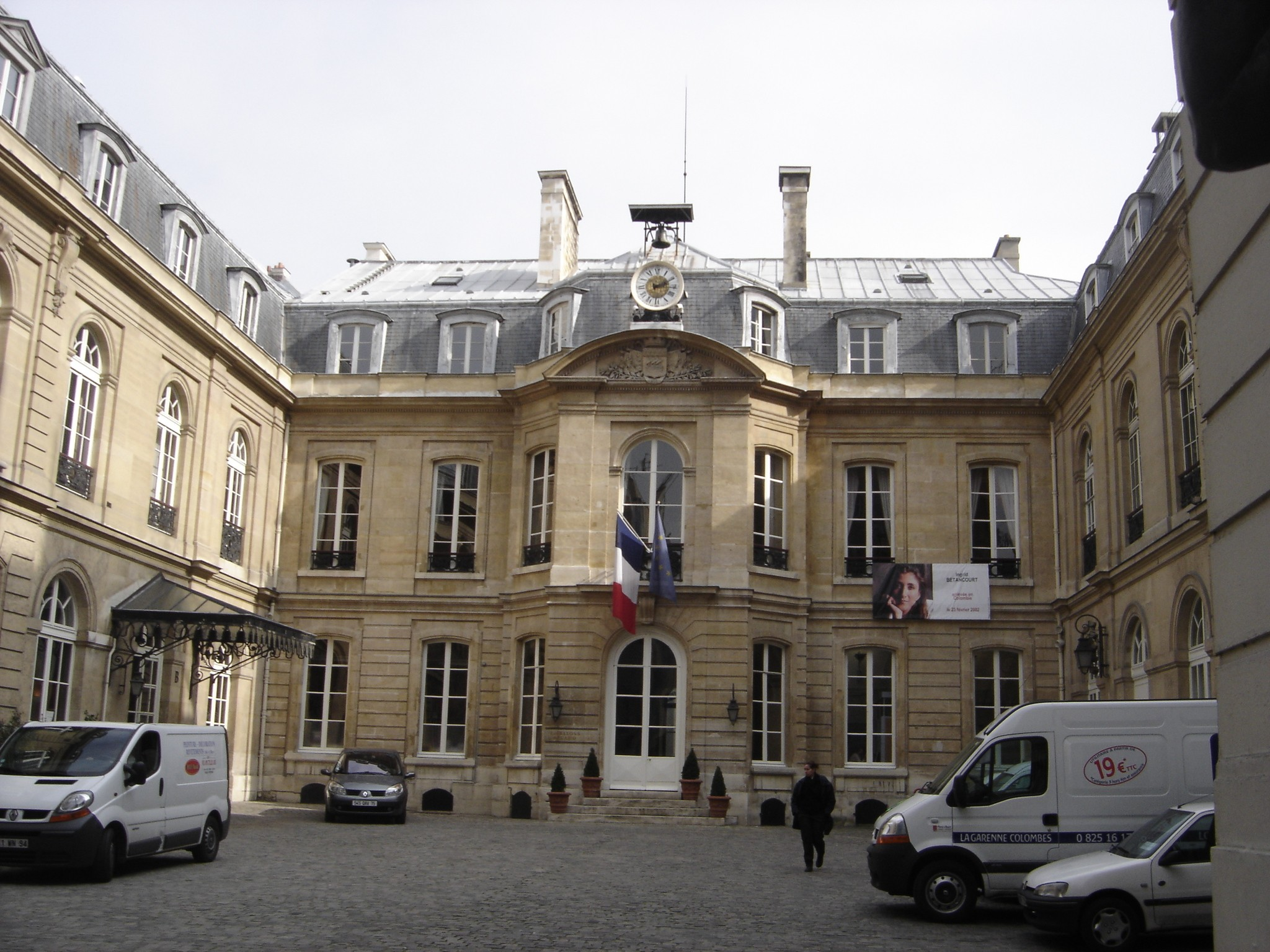
شهرداری منطقه ۹ پاریس
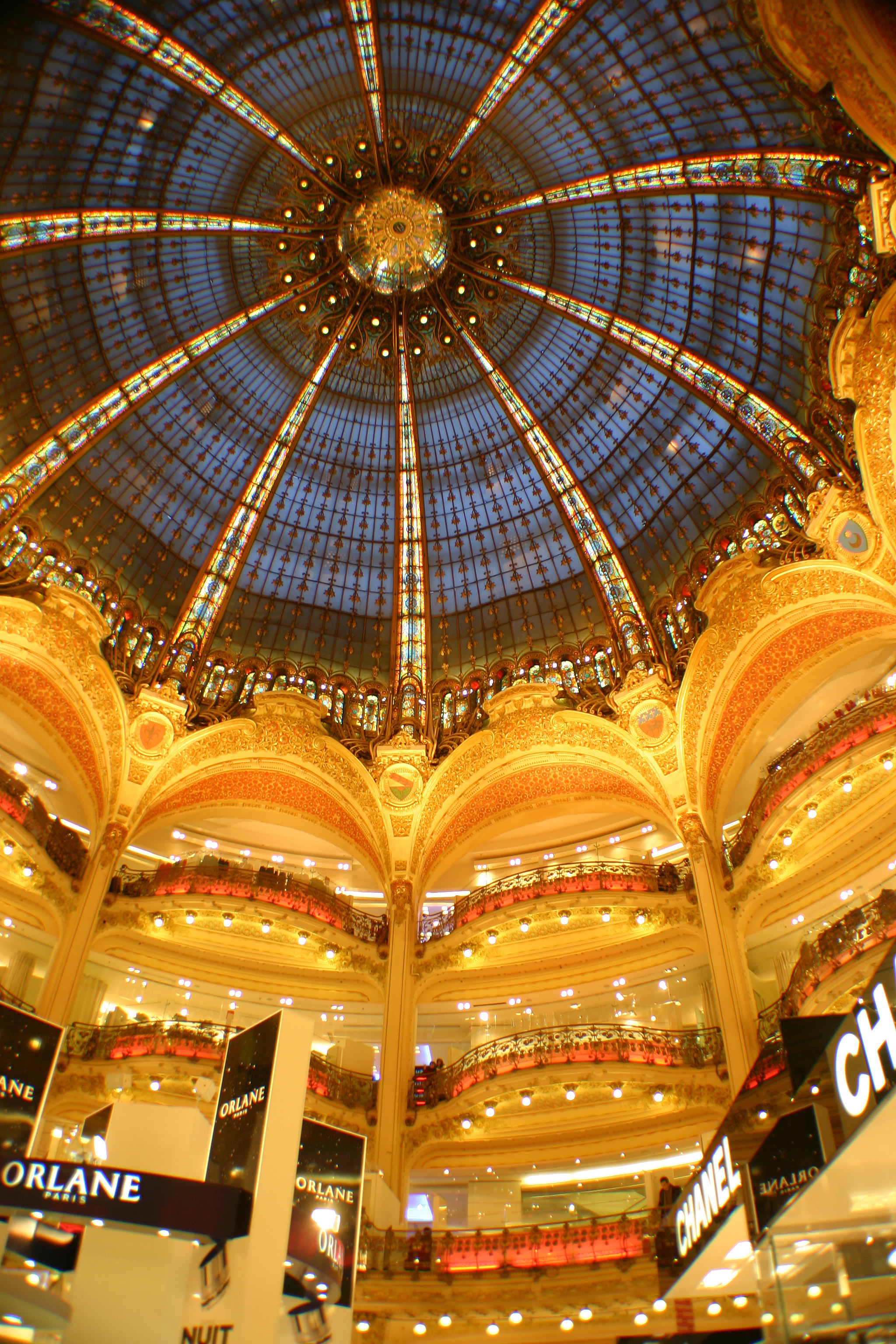
گالری لافایت

- تاکاشیمایای پاریس

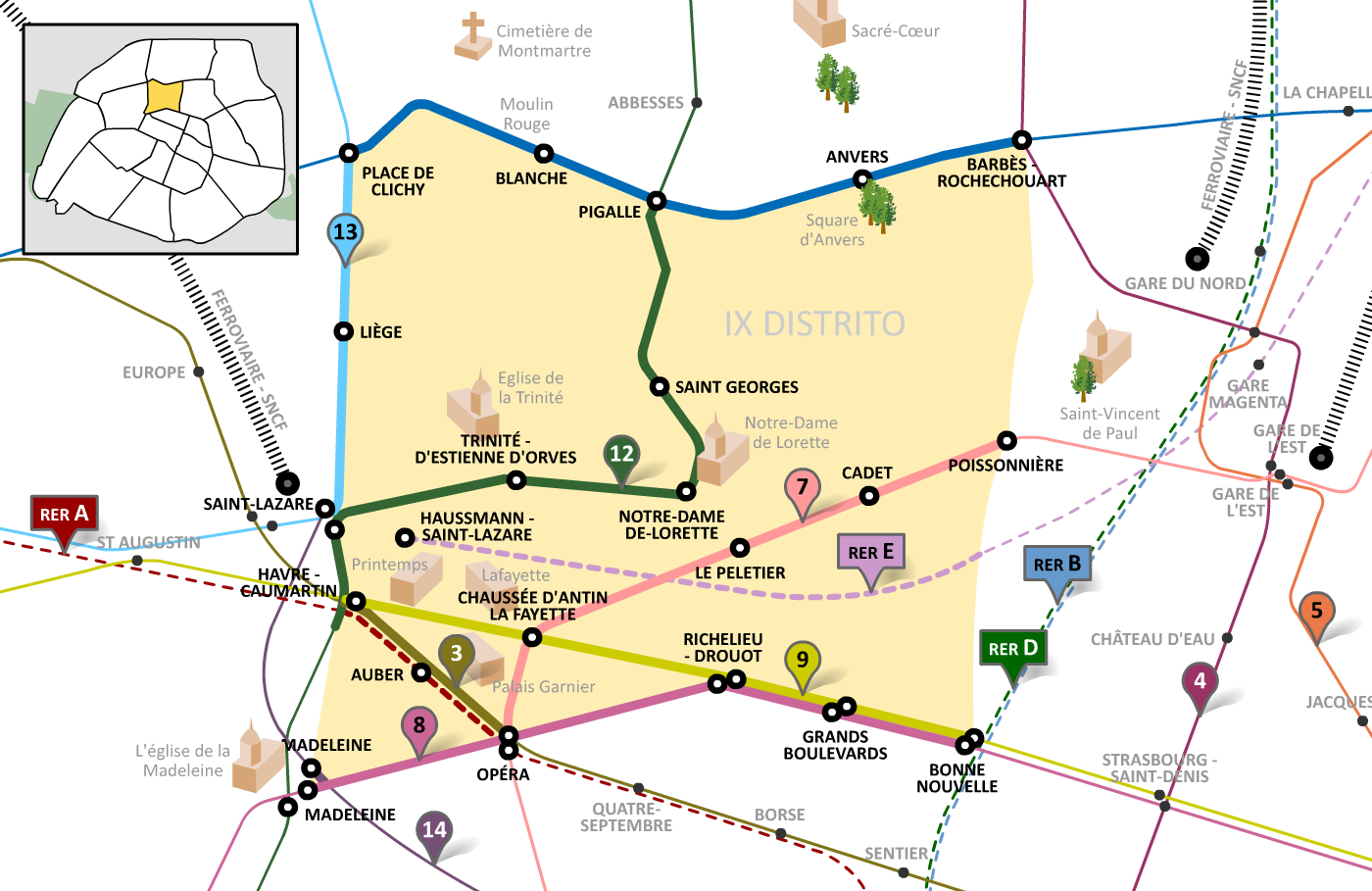

ویکی‌مدیا فرانسه دفاتر خود را در منطقه ۹ قرار داده‌است.

## مکان‌های تجاری

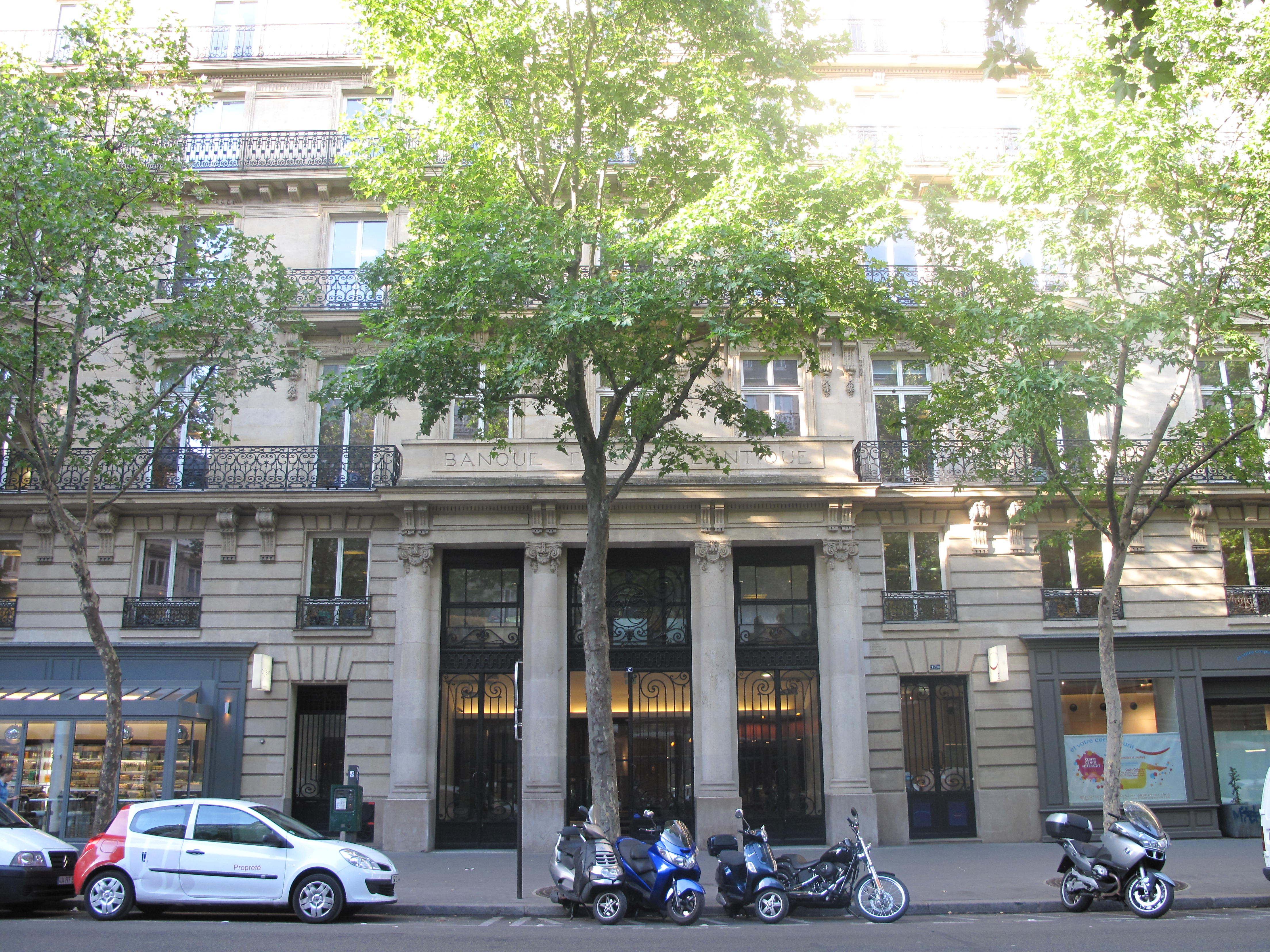
دنون دفتر مرکزی

گروه دنون دفتر مرکزی خود را در ساختمان ۱۷ بلوار اوسمان در ۹ طبقه دارد.
دفتر مرکزی بی‌ان‌پی پاریبا در این منطقه قرار دارد.

## جمعیت تاریخی
| سال (از سرشماری‌های فرانسه) | جمعیت   | تراکم (در هر کیلومتر مربع) |
| -------------------------- | ------- | -------------------------- |
| ۱۸۷۲                       | ۱۰۳٬۷۶۷ | ۴۷٬۶۰۰                     |
| ۱۹۰۱ (اوج جمعیت)           | ۱۲۴٬۰۱۱ | ۵۶٬۹۱۲                     |
| ۱۹۵۴                       | ۱۰۲٬۲۸۷ | ۴۶٬۹۲۱                     |
| ۱۹۶۲                       | ۹۴٬۰۹۴  | ۴۳٬۱۸۲                     |
| ۱۹۶۸                       | ۸۴٬۹۶۹  | ۳۸٬۹۹۴                     |
| ۱۹۷۵                       | ۷۰٬۲۷۰  | ۳۲٬۲۴۹                     |
| ۱۹۸۲                       | ۶۴٬۱۳۴  | ۲۹٬۴۳۳                     |
| ۱۹۹۰                       | ۵۸٬۰۱۹  | ۲۶٬۶۲۶                     |
| ۱۹۹۹                       | ۵۵٬۸۳۸  | ۲۵٬۶۲۶                     |
| ۲۰۰۹                       | ۶۰٬۲۷۵  | ۲۷٬۶۴۹                     |